# Pegomya holmgreni
Pegomya holmgreni är en tvåvingeart som först beskrevs av Karl Henrik Boheman 1858.  Pegomya holmgreni ingår i släktet Pegomya och familjen blomsterflugor. Arten är reproducerande i Sverige. Inga underarter finns listade i Catalogue of Life.